# De Kroongetuigen
De Kroongetuigen is een documentairereeks die sinds 2013 wordt uitgezonden op de Vlaamse commerciële televisiezender VTM. Iedere episode belicht een spraakmakend misdaaddossier uit de moderne Vlaamse geschiedenis, op basis van getuigenverklaringen van de toenmalige speurders en betrokkenen. Terloops worden ook reconstructiescènes vertoond, die voor het programma zijn gefilmd met behulp van acteurs.

## Seizoen 1
| Nr. | Onderwerp                       | Eerste uitzending | Kijkcijfers |
| --- | ------------------------------- | ----------------- | ----------- |
| 1   | De zaak Horion                  | 5 december 2013   | 739 456     |
| 2   | De cafémoorden                  | 12 december 2013  | 665 340     |
| 3   | Kindermoord bij het Sportpaleis | 19 december 2013  | 579 323     |
| 4   | Het monster van Elverdinge      | 26 december 2013  | 699 228     |
| 5   | De gezinsmoord van Merksem      | 2 januari 2014    | 767 640     |
| 6   | De campingmoord                 | 9 januari 2014    | 570 813     |
| 7   | De flikkendoder                 | 16 januari 2014   | 756 564     |
| 8   | De moorden in Moorsel           | 23 januari 2014   | 817 988     |
| 9   | De slachter van Menen           | 30 januari 2014   | 566 744     |

## Seizoen 2
| Nr. | Onderwerp | Eerste uitzending |
| --- | --- | ----------------- |
| 1   | De zaak Dutroux: op 15 augustus 1996 werd Marc Dutroux gearresteerd nadat de zes dagen tevoren ontvoerde Laetitia Delhez in zijn huis ontdekt werd, samen met Sabine Dardenne, die er al bijna drie maanden zat. Het bleek snel dat Dutroux ook verantwoordelijk was voor de ontvoering van Julie Lejeune, Mélissa Russo, An Marchal en Eefje Lambrecks, en voor de dood van zijn handlanger Bernard Weinstein. Zij werden allen dood teruggevonden.                                                   | 27 november 2014  |
| 2   | De zaak Dutroux: op 15 augustus 1996 werd Marc Dutroux gearresteerd nadat de zes dagen tevoren ontvoerde Laetitia Delhez in zijn huis ontdekt werd, samen met Sabine Dardenne, die er al bijna drie maanden zat. Het bleek snel dat Dutroux ook verantwoordelijk was voor de ontvoering van Julie Lejeune, Mélissa Russo, An Marchal en Eefje Lambrecks, en voor de dood van zijn handlanger Bernard Weinstein. Zij werden allen dood teruggevonden.                                                   | 4 december 2014   |
| 3   | De golfmoord: op 19 juli 2001 verdween de 30-jarige barman Gert Van Roy na een lange werkdag in de golfclub van Lille. Zijn lichaam werd vijf dagen later teruggevonden in de Antitankgracht ter hoogte van Brasschaat. Drie jongemannen werden gearresteerd en veroordeeld voor de brutale roofmoord. Acteurs reconstructie: o.a. Seppe Cosyns (als Jan Somers), Thomas Van Caeneghem (als Igor Veys), Peter Bastiaensen (als speurder), Dirk Tuypens (als speurder) en Luc Van Duyse (als speurder). | 11 december 2014  |
| 4   | Het monster van het Waasland: in januari 1995 en mei 1999 werden de lichamen teruggevonden van respectievelijk de 56-jarige Marie-José De Nocker en de 29-jarige Yolanda Prinsen. Beiden werden seksueel misbruikt en daarbij gruwelijk verminkt. Ondanks een hoge bewijslast hield de vermoedelijke dader Claudy Pierret zijn onschuld staande. Acteurs reconstructie: o.a. Manou Kersting (als Claudy Pierret) en Robbie Cleiren (als speurder).                                                     | 18 december 2014  |
| 5   | De killer van Schoten Acteurs reconstructie: o.a. Gert Lahousse (als Jan Caubergh). | 8 januari 2015    |
| 6   | De lottomoord Acteurs reconstructie: o.a. Erik Burke (als speurder). | 15 januari 2015   |
| 7   | Moord in de Vlaamse Ardennen Acteurs reconstructie: o.a. Bart Slegers (als speurder). | 22 januari 2015   |
| 8   | De augustusmoorden Acteurs reconstructie: o.a. Kurt De Meuter (als August Heykers), Steve Aernouts (als speurder) en Bert Cosemans (als speurder). | 29 januari 2015   |
| 9   | Het mysterie van Lint Acteurs reconstructie: o.a. Pieter Piron (als Bernard Camerman) en Dimitri Duquennoy (als speurder). | 5 februari 2015   |

## Seizoen 3
| Nr. | Onderwerp               | Eerste uitzending | Kijkcijfers |
| --- | ----------------------- | ----------------- | ----------- |
| 1   | Zaak-Pándy              | 7 januari 2016    | 567.000     |
| 2   | Fatale Jaloezie         | 14 januari 2016   | 551.834     |
| 3   | Moord op bestelling     | 21 januari 2016   | 466.125     |
| 4   | Dodelijke Fuifnacht     | 28 januari 2016   | 486.051     |
| 5   | De Zwarte Weduwe        | 4 februari 2016   | 544.784     |
| 6   | De killer van Brugge    | 11 februari 2016  | 551.834     |
| 7   | De schrik van de Kempen | 18 februari 2016  | 547.586     |
| 8   | De Polderbosmoorden     | 25 februari 2016  | 546.567     |

## Seizoen 4
| Nr. | Onderwerp                      | Eerste uitzending | Kijkcijfers |
| --- | ------------------------------ | ----------------- | ----------- |
| 1   | Zaak-Janssen                   | 12 januari 2017   | 795.925     |
| 2   | Kim De Gelder                  | 19 januari 2017   | 613.427     |
| 3   | De maïsmoord                   | 26 januari 2017   | 643.162     |
| 4   | De ontvoering van baron Bracht | 2 februari 2017   | 451.779     |
| 5   | De paardenmoord                | 9 februari 2017   | 417.433     |
| 6   | De sektemoord                  | 16 februari 2017  | 386.068     |
| 7   | Moord zonder bewijzen          | 23 februari 2017  | 345.279     |
| 8   | De Vampier van Muizen          | 2 maart 2017      | 436.809     |